# 盲ろう者

ヘレン・ケラー

盲ろう者（盲聾者、もうろうしゃ）は、盲ろう（英: deafblindness, deaf-blindness, deaf/blindness）である人のこと、つまり視覚と聴覚の重複障害者のことを指す。「視聴覚二重障害者」「ろう盲者」と呼ばれることもある。

## 盲ろうの分類
盲ろうという障害は、その程度に応じて次の4種類に大別することができる。
- 全盲ろう（まったく見えず、聞こえない）
- 盲難聴（まったく見えず、聞こえにくい）
- 弱視ろう（見えにくく、聞こえない）
- 弱視難聴（見えにくく、聞こえにくい）

また、各障害の受障歴によって、以下のように整理されることもある。（もともと視覚障害者であった人が、その後、聴覚に障害を持った場合）
- ろうベース盲ろう（もともと聴覚障害者であった人が、その後、視覚に障害を持った場合）
- 中途盲ろう（もともと視覚・聴覚に障害がなかった人が、その後、視覚聴覚の両方に障害を持った場合）
- 加齢に伴う盲ろう（老人性難聴や老人性白内障など、加齢に伴う疾病によって盲ろう（多くの場合弱視難聴）となる場合）

障害の程度と受障歴による障害像の多様性が、盲ろうという障害の大きな特徴の一つである。

## 盲ろう者人口
日本に盲ろう者が何人いるかについて、2012年8月現在、正確な統計は存在しない。
5年に一度行われる厚生労働省の調査（推計）によれば、全国に盲ろう者は約23,000人いるとされる。
（ただしあくまで推計のため、どの地域をサンプルにとるかで、5千人～1万人単位で数値が変わってくる。）
社会福祉法人全国盲ろう者協会が、協会もしくは各都道府県にある盲ろう者友の会を通じて把握している人数はおよそ900人。
70％は70歳代以上と思われる。

## 盲ろう児・者の教育
盲・聾・養護学校等に在籍している盲ろうの幼児・児童・生徒は、1998年の国立特殊教育総合研究所の実態調査によれば、338人が特定される。
盲ろう児の教育には、2つの面で大きな困難がある。
一には、重度の情報障害。目や耳から自然に入ってくる情報がないため、努力しなくても知識を得る「偶発的」学習がないということ。
二には、重度のコミュニケーション障害があるということ。
これら2つの困難により、盲ろう児の教育には特段の配慮が求められる。よって、通常の2倍3倍もの時間が必要な場合が多い。現在の日本における6・3・3制の学校制度では時間が足りないとも言われているが、2、3のケースを除いては、例外が認められていないのが現状である。
「盲ろう児・ 者」の教育及び福祉に関する全国的な研究会として「全国盲ろう教育研究会」がある。会員は、盲ろう教育にかかわる学校教員、盲ろう当事者、盲ろう児・者の家族、盲ろうの療育・リハ・医療・通訳介助等にかかわる専門家および研究者等、多岐にわたる。毎年、夏に研究協議会を開いている他、研究紀要を通して、全国各地での盲ろう児教育の実践事例や研究の報告を行い、情報や新しい試みを分かち合い、盲ろう児者の教育と福祉へ貢献している。
また、教育相談を受け付けている機関としては、「独立行政法人　国立特別支援教育総合研究所」があり、FAX とメールで相談ができる。

## 盲ろう者のコミュニケーション手段
盲ろうとなる経緯や障害の程度、生活環境によって、盲ろう者のコミュニケーション方法は多様である。
日本で用いられているコミュニケーション手段は、以下のように大別して整理できる。
1. 点字を応用したコミュニケーション方法
  1. 点字による筆談
  2. 指点字（両手の6本の指を点字タイプライターのキーに見立てて、通訳・介助者が点字を打つ）
  3. ブリスタ（ドイツ製の速記用タイプライター。点字を打つと、紙テープに点字が打たれて出てくる）
2. 手話・指文字を応用したコミュニケーション方法
  1. 触読手話（手話を触って読み取る。「触手話」とも）
  2. 弱視手話（盲ろう者の見え方に応じた距離や手話表現の大きさを調整しながら手話をする。「接近手話」とも）
  3. 五十音式指文字（聴覚障害者の間で一般的に使われている日本語式指文字を盲ろう者に見せたり触らせたりして伝える。日本式指文字だけを用いて通訳を受ける盲ろう者もいるが、実際には手話と一緒に補助的に使われることが多い）
  4. ローマ字式指文字（アメリカ式アルファベット指文字をローマ字表記で表し、盲ろう者の片方の手の平に触らせて伝える。手の動きが小さく、少ない数の文字で表現できる利点がある。また、ローマ字の母音と子音の組み合わせは、点字の構成に共通する部分が多く、点字学習の導入として応用できることから、盲ろう児の教育に用いられる場合もある）
3. 墨字を応用したコミュニケーション方法
  1. 手書き文字（「てのひら書き」とも。通訳者が盲ろう者の手のひらに指先でひらがな、カタカナ、漢字などを書いて伝える。ひらがな書きかカタカナ書きが一般的だが、人によっては漢字を使っても大丈夫な人もいる）
  2. 筆談・要約筆記・拡大文字要約筆記（視力が残っている場合、紙などに文字を書いて盲ろう者に伝える方法。その盲ろう者の見やすい大きさ、太さ、間隔の文字を書いて伝える）
  3. パソコン要約筆記（通訳者がパソコンを用いて入力し、その画面を盲ろう者が自分の読みやすい大きさや色、背景色に設定して読む。近年では、これを点字ディスプレイに表示して読む人もいる）
4. 音声を応用したコミュニケーション方法
  1. 音声通訳（少し聴力が残っている場合、その人に聞こえやすいよう、耳元や補聴器のマイク（集音器）に向かって話す方法。聞こえ方にあわせて、声の高低、強弱、速さ等に十分な配慮が必要）

盲ろう者のための教育やリハビリテーション制度が未整備であるため、特に1990年代までの日本国内では盲ろう者のための「共通の」コミュニケーション方法は作り出されず、そうした試みも失敗している。したがって、各地の盲ろう者個人やその家族・周囲の支援者の努力と工夫によってそれぞれのコミュニケーション方法を生み出し、ルール化していったといってよい。
現在、盲ろう者のコミュニケーション方法として知られる上記の手段は、そうした「個人（とその周囲）によるルール化」が、1990年代以降活発化した盲ろう当事者・支援者らの交流によって普及していったものである。また、複数のコミュニケーション手段を状況や相手に応じて使い分ける盲ろう者も少なくない。
インターネットの普及に伴い、電子メールやチャットも、盲ろう者の貴重なコミュニケーション手段となっている。

## 盲ろう者の孤立
孤立している全盲ろう及び重度視聴覚障碍者は、コミュニケーション情報入手・発信と自身だけでの移動に困難をきわめるために、福祉行政からも、当事者団体からも孤立している。また、重複する障害による不自由以外にも、副次的な困難が、視覚障害だけの場合や聴覚障害だけの場合からも理解されにくい現実がある。当事者団体も代表者の見識や運営や予算等のさまざまな事情から個々人に合わせた十分なサポートができない事情がある。盲ろうだけに限らないが、表面にでてきた当事者の実情が、水面下の実情のごく一部であるという認識を、社会全体が持つ必要がある。障害や差別に対しても同情によらない、苦難への冷めた理解が、障害の実情理解に最も必要だといえる現実がある。

## 盲ろう者の有名人
- ヘレン・ケラー
- 福島智[1] - 東京大学先端科学技術研究センター教授
- ヴィクトリン・モリソー
- ロバート・J・スミスダス
- ローラ・ブリッジマン（英語版）
- アリス・ベタリッジ